# 11시의 음악실
11시의 음악실은 KBS창원FM에서 평일 오전 11시부터 낮 12시까지 방송되는 라디오 프로그램이다.

## 코너
2018년 9월 10일 기준.
•매일 코너
◦오늘의 선곡왕 : 오전 11시, 오늘 FM가족들과 함께 나누고 싶은 노래는 어떤 노래인가요? 여러분의 신청곡을 기다립니다. 오늘의 선곡왕은 누구? 
◦오늘의 사진 : 여러분의 휴대사진 속 자랑하고 싶은 사진, 오늘 여러분에게 힘을 주는 사진,  늘 꺼내보며 웃음 짓는 사진 등등, 오늘 최고의 사진 1장을 뽑습니다.

•주간 코너
◦오늘 이 노래 : 매주 월, 수, 목 / 오늘은 어떤 노래가 떠오르시나요? 노래에 얽힌 재미난 이야기와 함께, 행복 바이러스 이수정 리포터가 전하는 기분 좋고 가슴 따듯한 세상이야기.
◦11시의 편지 : 매주 월 / 누군가를 향한 마음, 대신 전해드립니다. 청취자들의 편지 사연 소개하는 시간.
◦클래식한 화요일 : 매주 화 / 클래식을 더 가까이~ 김영진 작곡가가 알려주는 쉽고 재밌는 클래식 이야기.
◦FM문학관 : 매주 수 / 한줄 글귀가 위로가 되고 휴식이 됩니다. 책속의 좋은 글귀를 나누는 시간.
◦오 마이 재즈 : 매주 목 / 재즈여서 좋은 날! 재즈기타리스트 김정곤 교수와 함께 떠나는 매력 넘치는 재즈이야기.
◦당신의 플레이리스트 : 매주 금 / 오전 11시, 오늘 당신의 플레이리스트에는 어떤 음악이 흐르고 있으신가요? 취준생 시절 나에게 힘을 준 노래, 첫사랑이 떠오르는 노래, 부모님이 생각나는 노래, 회식자리에서 날 빛나게 해주는 나만의 노래 등등등, 여러분의 플레이리스트를 전해주세요. (3곡 이상)
◦신청곡 모음 : 매주 화, 목 / 시간이 부족해 미처 들려드리지 못한 여러분의 신청곡을 모아모아~ 들려드립니다.

## 역대 DJ
| 대수 | 진행자          | 진행 기간                           | 비고        |
| ---- | --------------- | ----------------------------------- | ----------- |
| 1대  | 백승주 아나운서 | 2002년 10월 21일 ~ 2005년 10월 28일 |             |
| 1대  | 고민정 아나운서 | 2002년 10월 21일 ~ 2005년 10월 28일 |             |
| 2대  | 박소영 아나운서 | 2005년 10월 31일 ~ 2007년 4월 27일  |             |
| 3대  | 박은영 아나운서 | 2007년 4월 30일 ~ 2008년 5월 30일   |             |
| 4대  | 이아롬 아나운서 | 2008년 6월 2일 ~ 2009년 10월 23일   |             |
| 5대  | 박소영 아나운서 | 2009년 10월 26일 ~ 2012년 6월 29일  |             |
| 6대  | 이아롬 아나운서 | 2012년 11월 5일 ~ 2012년 12월 7일   |             |
| 7대  | 김지원 아나운서 | 2012년 12월 10일 ~ 2014년 1월 1일   |             |
| 8대  | 이아롬 아나운서 | 2014년 1월 2일 ~ 2015년 5월 29일    |             |
| 9대  | 박소영 아나운서 | 2015년 6월 1일 ~ 2016년 1월 22일    |             |
| 10대 | 이아롬 아나운서 | 2016년 1월 25일 ~ 2017년 3월 17일   |             |
| 11대 | 신유진 아나운서 | 2017년 3월 20일 ~ 2017년 7월 7일    |             |
| 12대 | 이지인 아나운서 | 2017년 7월 10일 ~ 2017년 9월 29일   |             |
| 13대 | 이아롬 아나운서 | 2018년 1월 24일 ~ 2018년 3월 30일   |             |
| 14대 | 신유진 아나운서 | 2018년 4월 2일 ~ 2021년 7월 2일     | [ 1 ]       |
| 15대 | 김민정 아나운서 | 2021년 7월 5일 ~ 현재               | [ 2 ] [ 3 ] |